# Loučky
Loučky település Csehországban, Semilyi járásban. Loučky Mírová pod Kozákovem, Koberovy és Klokočí településekkel határos. Lakosainak száma 156 fő (2024. január 1.).

## Népesség
A település lakosságának változását az alábbi diagram mutatja:
| Lakosok száma | 359  | 457  | 380  | 198  | 172  | 152  | 157  | 168  | 170  | 156  |
|               | 1869 | 1900 | 1921 | 1961 | 1980 | 2011 | 2016 | 2019 | 2021 | 2024 |